# Sull'origine del mondo
Sull'origine del mondo è il titolo moderno di un trattato gnostico incluso nei codici di Nag Hammâdi (completo nel codice II,5 e frammentario nel codice XIII,2). Si tratta di un saggio apologetico che riassume e presenta al lettore una spiegazione del punto di vista gnostico sul mondo. Sebbene non sia riconducibile ad un ben definito ramo dello gnosticismo, presenta collegamenti con temi sethiani, valentiniani e manichei; ad esempio, mostra un qualche collegamento con l'Ipostasi degli arconti (II.4). Il testo fu scritto probabilmente alla fine del III secolo o all'inizio del IV secolo ad Alessandria d'Egitto: contiene infatti temi di svariata origine, cristiana, manichea, ebraica e greco-ellenistica, oltre a folclore egiziano.
L'opera si apre con un rimando ad una polemica sull'origine del caos, per poi passare ad una narrazione della creazione dal punto di vista gnostico: l'arrogante demiurgo Yaldabaoth crea il mondo, la trasgressione di Adamo ed Eva, la salvezza portata da Gesù Logos e Salvatore e dalla Saggezza (personificata in Pistis Sophia e in Sophia Zoe), la vittoria finale della luce sulle tenebre.